# Cratere Katrya
Katrya  è un cratere sulla superficie di Venere.